# Малозёмова, Галина Александровна
Галина Александровна Малозёмова (род. 16 августа 1939) — советская российская спортсменка (лыжные гонки, горнолыжный спорт), тренер. Почётный мастер спорта СССР по горнолыжному спорту, мастер спорта СССР по лыжным гонкам. Трёхкратная чемпионка СССР (1964, 1966, 1968).

## Биография
Родилась 16 августа 1939 года в городе Нижний Тагил Свердловской области. С детства увлекалась спортом. С 8 класса участвовала в соревнованиях по лёгкой атлетике. С 9 класса занималась лыжным и велосипедным спортом. В 1956 году впервые приняла участие в слаломе, заняла третье месть на первенстве РСФСР среди школьников.
Первым её тренером по горным лыжам был Н. М. Кононов. В 1960 году Галина Малозёмова поступила в Свердловский горный институт, где её стала тренировать Е. М. Вогулкина. В 1964, 1966 и 1968 годах Галина Малозёмова становилась чемпионом СССР. 13 раз была призёром СССР. В 1962, 1964, 1966 годах участвовала во Всемирных Универсиадах.
В 1965 году окончила Свердловский горный институт. В 1971 году окончила факультет физвоспитания Свердловского государственного педагогического института. Работала тренером в ДЮСШ. С 1996 года — старший тренер-преподаватель СДЮСШОР «Уктусские горы».